# Patrick Ovie
Patrick Ovie (* 2. Juni 1978) ist ein ehemaliger nigerianischer Fußballspieler.

## Karriere
Patrick Ovie begann seine Karriere bei dem Shooting Stars FC in Nigeria. Von 2001 bis 2005 stand er beim russischen Erstligisten Krylja Sowetow Samara unter Vertrag. Er spielte als Verteidiger von 2005 bis 2006 bei FK Dynamo Moskau. Im Februar 2009 wechselte er zum kasachischen Erstligisten Lokomotive Astana.

## Nationalmannschaft
Er wurde mehrfach in der Nigerianischen Fußballnationalmannschaft eingesetzt.

## Erfolge
- Nigerianischer Meister: 1995, 1998
- Russischer Pokalfinalist: 2004